# James Donald
James Donald, nato James Robert MacGeorge Donald (Aberdeen, 18 maggio 1917 – Wiltshire, 3 agosto 1993), è stato un attore britannico.

## Biografia
Dopo gli studi alla Rossall School nel Lancashire, fece le sue prime apparizioni sul palcoscenico come attore professionista alla fine degli anni trenta. Durante la seconda guerra mondiale ebbe ruoli secondari in film quali Eroi del mare (1942), Went the Day Well? (1942) e La via della gloria (1944).
Nel 1952 fu Mr. Winkle in The Pickwick Papers, una versione cinematografica de Il circolo Pickwick di Charles Dickens, e non ebbe ruoli di protagonista o comunque di rilievo fino al 1956, allorché interpretò il personaggio di Theodorus van Gogh nel film Brama di vivere di Vincente Minnelli.
Tra le sue interpretazioni teatrali vi furono quella di Noël Coward nella commedia Il divo Garry (1943), scritta dal medesimo, L'aquila a due teste di Jean Cocteau (1947), You Never Can Tell di George Bernard Shaw (1948) e L'ereditiera di Henry James (1949).
Egli interpretò magistralmente il maggiore inglese Clipton ne Il ponte sul fiume Kwai (1957), personaggio che pronuncia la frase finale: «Pazzia, Pazzia!». Un'altra sua memorabile interpretazione fu quella di Ramsey, maggiore della Royal Air Force nel film La grande fuga (1963). Ebbe poi ruoli importanti nei film I vichinghi (1958), Qualcuno da odiare (1965), Combattenti della notte (1966) e L'astronave degli esseri perduti (1967).
Nel 1960 partecipò alla versione per il piccolo schermo del romanzo  La cittadella di Archibald Joseph Cronin, comparendo poi in numerosi spettacoli televisivi, sia in Inghilterra che negli Stati Uniti.
Morì nel 1993 a 76 anni per un tumore allo stomaco.

## Filmografia

### Cinema
- The Missing Million, regia di Philip Brandon (1942)
- Volo senza ritorno (One of Our Aircraft Is Missing), regia di Michael Powell ed Emeric Pressburger (1942) (non accreditato)
- Alibi, regia di Brian Desmond Hurst (1942)
- Eroi del mare (In Which We Serve), regia di Noël Coward e David Lean (1942)
- Went the Day Well?, regia di Alberto Cavalcanti (1942) (non accreditato)
- Naufragio (San Demetrio London), regia di Charles Frend (1943)
- La via della gloria (The Way Ahead), regia di Carol Reed (1944)
- Atterraggio forzato (Broken Journey), regia di Ken Annakin e Michael C. Chorlton (1948)
- Strada senza ritorno (The Small Voice), regia di Fergus McDonell (1949)
- Edoardo mio figlio (Edward, My Son), regia di George Cukor (1949)
- Il duca e la ballerina (Trottie True), regia di Brian Desmond Hurst (1949)
- La gabbia d'oro (Cage of Gold), regia di Basil Dearden (1950)
- Quelli che mai disperano (White Corridors), regia di Pat Jackson (1951)
- Brandy for the Parson, regia di John Eldridge (1952)
- Il cacciatorpediniere maledetto (Gift Horse), regia di Compton Bennett (1952)
- The Pickwick Papers, regia di Noel Langley (1952)
- M7 non risponde (The Net), regia di Anthony Asquith (1953)
- Lord Brummell (Beau Brummell), regia di Curtis Bernhardt (1954)
- Brama di vivere (Lust for Life), regia di Vincente Minnelli (1956)
- Il ponte sul fiume Kwai (The Bridge on the River Kwai), regia di David Lean (1957)
- I vichinghi (The Vikings), regia di Richard Fleischer (1958)
- La sfida del terzo uomo (Third Man on the Mountain), regia di Ken Annakin (1959)
- La grande fuga (The Great Escape), regia di John Sturges (1963)
- Qualcuno da odiare (King Rat), regia di Bryan Forbes (1965)
- Combattenti della notte (Cast a Giant Shadow), regia di Melville Shavelson (1966)
- I ribelli di Carnaby Street (The Jokers), regia di Michael Winner (1967)
- L'astronave degli esseri perduti (Quatermass and the Pit, negli USA Five Million Years to Earth), regia di Roy Ward Baker (1967)
- La straordinaria fuga dal campo 7A (Hannibal Brooks), regia di Michael Winner (1969)
- La grande strage dell'impero del sole (The Royal Hunt of the Sun), regia di Irving Lerner (1969)
- Un colpevole senza volto (Conduct Unbecoming), regia di Michael Anderson (1975)
- Marlowe indaga (The Big Sleep), regia di Michael Winner (1978)

### Televisione
- BBC Sunday-Night Theatre – serie TV, 2 episodi (1952-1955)
- ITV Television Playhouse – serie TV, 1 episodio (1955)
- The Errol Flynn Theatre – serie TV, episodio 1x08 (1956)
- ITV Play of the Week – serie TV, 2 episodi (1957–1958)
- The DuPont Show of the Month – serie TV, 3 episodi (1958–1959)
- Alfred Hitchcock presenta (Alfred Hitchcock Presents) – serie TV, episodi 4x01- 5x02 (1958-1959)
- Play of the Week – serie TV, 1 episodio (1959)
- The Dick Powell Show – serie TV, episodio 1x11 (1961)
- Tales from Dickens – serie TV, 2 episodi (1960-1961)
- Ben Casey – serie TV, episodio 2x20 (1963)
- Thursday Theatre – serie TV, 1 episodio (1964)
- Polvere di stelle (Bob Hope Presents the Chrysler Theatre) – serie TV, 1 episodio (1966)
- David Copperfield, regia di Delbert Mann – film TV (1969)

## Doppiatori italiani
- Sergio Graziani in Qualcuno da odiare, Combattenti nella notte
- Cesare Barbetti ne L'astronave degli essere perduti
- Manlio Busoni in Lord Brummell
- Nando Gazzolo in I vichinghi
- Giorgio Piazza in Un colpevole senza volto
- Pino Locchi in Il ponte sul fiume Kwai
- Riccardo Mantoni in La grande fuga
- Stefano Sibaldi in Brama di vivere